# Carmen Juanes Barciela
Carmen Juanes Barciela (Salamanca, España, 16 de agosto de 1970), es una política española. 

## Biografía
Es Licenciada en Derecho por la Universidad de Salamanca, con especialidad en Derecho Laboral y Derecho Civil. 
Secretaria de Consumidores y Usuarios del Comité Provincial del PSOE de Salamanca.
Es Diputada en el Congreso de los Diputados de España por la provincia de Salamanca desde 2004, habiendo sido reelegida en 2008. Al igual que en la ocasión anterior ocupó el segundo puesto en la lista socialista precedida por el candidato Jesús Caldera, que en la campaña de 2008 era Ministro de Trabajo en funciones. 
En la IX legislatura es Portavoz adjunta de la Comisión de Justicia, Vocal de la Comisión de Cultura, Vocal de la Comisión de Cooperación Internacional para el Desarrollo y Vocal de la Comisión de Reglamento.